# Ciclismo nos Jogos Pan-Americanos de 2023 - Madison feminino
A prova do madison feminino do ciclismo nos Jogos Pan-Americanos de 2023 foi disputada em 27 de outubro de 2023 no Velódromo, em Peñalolén. Um total de 16 ciclistas de oito Comitês Olímpicos Nacionais (CON) participaram do evento.

## Calendário
Horário local (UTC−3).
| Data          | Hora  | Fase   |
| ------------- | ----- | ------ |
| 27 de outubro | 10:42 | Finais |

## Medalhistas
| Ouro   | COL Lina Rojas e Lina Hernández     |
| Prata  | MEX Lizbeth Salazar e María Gaxiola |
| Bronze | USA Chloe Patrick e Colleen Gulick  |

## Resultados
A classificação final das ciclistas definem as medalhistas.
| Pos.              | Ciclistas                          | CON                | Sprint | Sprint | Sprint | Sprint | Sprint | Sprint | Sprint | Sprint | Sprint | Sprint | Sprint | Sprint | Pts. volta | Ordem final | Total |
| Pos.              | Ciclistas                          | CON                | 1      | 2      | 3      | 4      | 5      | 6      | 7      | 8      | 9      | 10     | 11     | 12     | Pts. volta | Ordem final | Total |
| ----------------- | ---------------------------------- | ------------------ | ------ | ------ | ------ | ------ | ------ | ------ | ------ | ------ | ------ | ------ | ------ | ------ | ---------- | ----------- | ----- |
| Medalha de ouro   | Lina Rojas Lina Hernández          | COL Colômbia       | 3      | 5      | 5      | 3      |        | 3      | 5      | 3      | 2      | 2      | 5      | 10     | 0          | 1           | 46    |
| Medalha de prata  | Lizbeth Salazar María Gaxiola      | MEX México         | 1      | 3      | 3      | 5      | 5      | 5      | 3      | 5      |        | 3      | 3      | 6      | 0          | 2           | 42    |
| Medalha de bronze | Chloe Patrick Colleen Gulick       | USA Estados Unidos | 5      | 2      | 1      | 2      | 2      |        | 2      |        | 5      | 5      | 2      | 4      | 0          | 3           | 30    |
| 4                 | Alice Melo Wellyda dos Santos      | BRA Brasil         |        |        | 2      |        | 3      | 2      | 1      | 1      | 3      | 1      |        |        | 0          | 5           | 13    |
| 5                 | Irma Greve Maribel Aguirre         | ARG Argentina      |        |        |        | 1      | 1      | 1      |        | 2      |        |        |        |        | 0          | 6           | 5     |
| 6                 | Scarlet Cortés Paola Muñoz         | CHI Chile          |        |        |        |        |        |        |        |        | 1      |        | 1      | 2      | –20        | 4           | –16   |
|                   | Devaney Collier Ngaire Barraclough | CAN Canadá         | 2      | 1      |        |        |        |        |        |        |        |        |        |        | –20        | 0           | DNF   |
|                   | Angie González Verónica Abreu      | VEN Venezuela      |        |        |        |        |        |        |        |        |        |        |        |        | 0          | 0           | DNF   |